# Erinaceinae
Gli Erinaceini (Erinaceinae, Fischer 1817), comunemente noti come ricci, sono una sottofamiglia della famiglia degli Erinaceidi.
Tutti i ricci sono dotati di aculei, che sono peli modificati e resi rigidi dalla presenza di cheratina. In un adulto la loro lunghezza è circa 2-3 cm e il numero medio intorno a 5 000. La tipica strategia di difesa dei ricci consiste nell'appallottolarsi spingendo gli aculei verso l'esterno. Tale protezione è utile anche in caso di caduta: gli aculei, infatti, sono utilizzati dall'animale per attutire il colpo. Nonostante questo bisogna fare attenzione a non danneggiarli: sono infatti molto delicati, soprattutto negli esemplari giovani. I ricci cuccioli pesano 150 grammi circa.

## Letargo
Il letargo inizia in autunno per terminare in primavera, orientativamente fra ottobre e maggio. In questa fase il riccio trova riparo tra le foglie secche o in una tana ben riparata dalle intemperie dell'inverno. Durante il letargo l'animale sopravvive grazie alle riserve di grasso per riscaldarsi e cibo per nutrirsi, accumulati nella bella stagione. Non è insolito, però, che in una tiepida giornata d'inverno si possa incontrare un riccio in cerca di cibo prima di ritornare nel sonno stagionale.
Durante il letargo, la temperatura corporea di un riccio può scendere fino a circa 2 °C (36 °F). Quando l'animale si sveglia dal letargo, la temperatura corporea aumenta da 2–5 °C (36–41 °F) alla normale temperatura corporea di 30–35 °C (86–95 °F).

## Distribuzione ed ecologia
Il riccio è un animale onnivoro diffuso in Europa, Asia e Africa. La sua dieta include insetti, lumache, rane, uova di uccelli e vari vegetali. Può arrivare a mangiare uccelli di piccola taglia, topi e serpenti. Nell'alimentazione di ricci africani, sempre più diffusi come animali da compagnia, è consigliabile alternare insetti, parte essenziale della loro dieta, verdura, carne cotta o cruda (solo se specifica per alimentazione BARF). Devono essere evitati insaccati, latte e derivati poiché il riccio è privo dell'enzima lattasi, così come agrumi e frutta secca, tutti alimenti di cui va molto ghiotto, ma sconsigliati per la sua salute.

## Rapporto con l'uomo
I ricci sono animali in grado di affezionarsi alle persone e in alcuni casi arrivano a riconoscere negli uomini i propri genitori. I ricci domestici amano giocare con scatole, ruote e palline. In Italia è però vietato dalla legge mantenere in cattività un riccio selvatico. È previsto che possa essere invece soccorso e trattenuto per brevi periodi in caso di necessità, come nel caso venga visto vagare durante le stagioni fredde. Il riccio, infatti, può superare il letargo solo raggiunti gli 800 grammi di peso. È difficile, infatti, che un giovane riccio di 350-400 grammi riesca a superare il periodo di letargo. Il rischio concreto è che muoia di inedia.

### Pericoli derivati dall'uomo
Come per la maggior parte dei piccoli mammiferi che vivono intorno agli esseri umani, le automobili rappresentano una grande minaccia per i ricci. Molti vengono investiti mentre tentano di attraversare le strade. In Irlanda, i ricci sono uno dei mammiferi più comuni vittime della strada. Tra aprile 2008 e novembre 2010, su due tratti di strada di 227 km e 32,5 km sono stati registrati 133 ricci morti. Delle altre 135 carcasse di riccio raccolte in tutta l'Irlanda, sono stati raccolti significativamente più maschi che femmine, con picchi di morti maschili verificatisi a maggio e giugno. Le morti femminili hanno superato quelle maschili solo in agosto, con ulteriori picchi di mortalità femminile osservati in giugno e luglio. È stato ipotizzato che questi picchi siano legati alla stagione riproduttiva (adulti) e alla dispersione/esplorazione successiva all'indipendenza.
I ricci domestici possono incastrare la testa nei tubi (comunemente tubi di carta igienica) e andare in giro con la testa incastrata. I proprietari spesso si riferiscono a questo come "tubing" e promuovono il comportamento fornendo tubi piccoli. La maggior parte dei proprietari, tuttavia, è abbastanza premurosa da tagliare i tubi nel senso della lunghezza per evitare che il riccio rimanga intrappolato involontariamente. Alcuni ricci rimangono bloccati anche per ore.

## Riproduzione e durata della vita

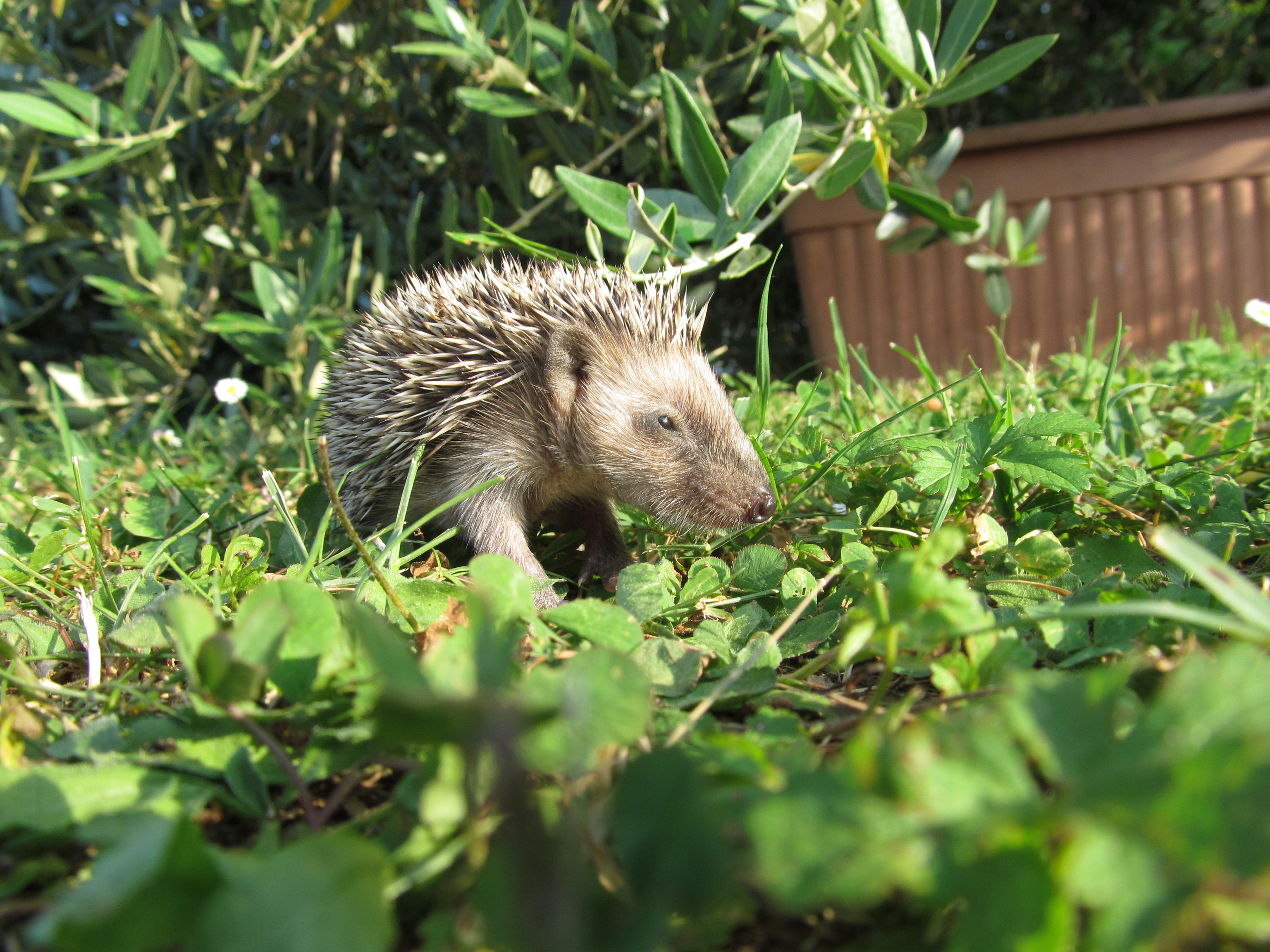
Cucciolo di riccio

A seconda della specie, il periodo di gestazione è di 35–58 giorni. La cucciolata media è di 3-4 neonati per le specie più grandi e di 5-6 per quelle più piccole. Come nel caso di altre specie animali, non è insolito che un riccio maschio adulto uccida i maschi appena nati.
I ricci hanno una durata di vita relativamente lunga per le loro dimensioni. Le specie più grandi di ricci vivono 4-7 anni in natura (alcuni sono stati registrati fino a 16 anni) e le specie più piccole vivono 2-4 anni (4-7 in cattività); per confronto, un topo ha una vita media di 2 anni e un grande ratto di 3-5 anni. La mancanza di predatori e una dieta controllata contribuiscono a una maggiore durata della vita in cattività (8-10 anni a seconda della taglia).
I ricci nascono ciechi, con una membrana protettiva che copre gli aculei, che si asciuga e si restringe nelle ore successive. Gli aculei emergono attraverso la membrana dopo che il neonato è stato pulito o dopo che la membrana è caduta.

## Predatori
Le varie specie sono preda di diversi predatori: mentre i ricci delle foreste sono preda principalmente di uccelli (soprattutto gufi) e furetti, le specie più piccole come il riccio dalle orecchie lunghe sono preda di volpi, lupi e manguste.
Ossa di riccio sono state trovate negli escrementi del gufo reale euroasiatico.
In Gran Bretagna il principale predatore è il tasso europeo. Le popolazioni europee di ricci nel Regno Unito sono più basse nelle aree in cui i tassi sono numerosi e le società britanniche di salvataggio dei ricci non rilasciano tali animali nei territori dove è nota la presenza dei tassi. Questi ultimi competono con i ricci anche per il cibo.

## Addomesticamento

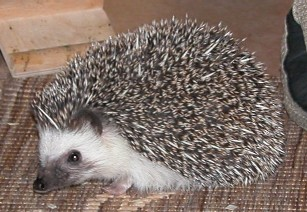
Riccio a quattro dita adulto

Le specie di riccio da compagnia più comuni sono gli ibridi del riccio dal ventre bianco o riccio dalle quattro dita (Atelerix albiventris) e del riccio nordafricano (A. algirus). È più piccolo del riccio europeo e quindi a volte viene chiamato riccio pigmeo africano. Altre specie allevate come animali domestici sono il riccio dalle orecchie lunghe (Hemiechinus auritus) e il riccio indiano dalle orecchie lunghe (H. collaris).
È illegale possedere un riccio come animale domestico in alcuni stati degli Stati Uniti, tra cui Hawaii, Georgia, Pennsylvania e California e in alcuni comuni canadesi, e sono richieste licenze di allevamento. Nella maggior parte dei paesi europei, ad eccezione della Scandinavia, non esistono restrizioni di questo tipo. In Italia è illegale tenere i ricci selvatici come animali domestici.

## Specie invasive
Nelle aree in cui sono stati introdotti i ricci, come la Nuova Zelanda e le isole della Scozia, questi sono diventati specie invasive. In Nuova Zelanda provoca danni immensi alle specie autoctone tra cui insetti, lumache, lucertole e uccelli che nidificano a terra, in particolare uccelli costieri. Come molti animali introdotti, manca di predatori naturali.
L’eradicazione può essere problematica. I tentativi di eliminare i ricci dalle colonie di uccelli sulle isole scozzesi di North Uist e Benbecula nelle Ebridi Esterne sono stati accolti con indignazione internazionale. L’eradicazione è iniziata nel 2003 con l’uccisione di 690 ricci. I gruppi per il benessere degli animali hanno tentato di salvare i ricci. Nel 2007 sono state introdotte ingiunzioni legali contro l'uccisione di ricci. Nel 2008, il processo di eliminazione è passato dall’uccidere i ricci all’intrappolarli e al rilasciarli sulla terraferma.
Nel 2022, è stato riferito che la popolazione di ricci nelle zone rurali della Gran Bretagna sta subendo un rapido declino, con una diminuzione del 30/75 % dal 2000.

## Malattie
I ricci soffrono di molte malattie comuni agli esseri umani. Queste includono il cancro, la malattia del fegato grasso e le malattie cardiovascolari.
Il cancro è molto comune nei ricci. Il più comune è il carcinoma cutaneo spinocellulare. Le cellule cancerogene si diffondono rapidamente dall'osso agli organi nei ricci, a differenza degli esseri umani. L’intervento chirurgico per rimuovere i tumori è raro perché comporterebbe la rimozione di una quantità eccessiva di struttura ossea.
Molti ritengono che la malattia del fegato grasso sia causata da una cattiva alimentazione. I ricci tendono a mangiare avidamente cibi ricchi di grassi e zuccheri. Avendo un metabolismo adattato agli insetti poveri di grassi e ricchi di proteine, ciò porta a problemi di obesità.
È noto anche che i ricci sono altamente suscettibili alla polmonite. Analogamente a come la polmonite colpisce gli esseri umani, i sintomi della polmonite nei ricci includono difficoltà di respirazione e presenza di secrezione nasale. È noto che ciò è causato dal batterio Bordetella bronchiseptica.
I ricci trasmettono raramente una caratteristica infezione fungina della pelle agli operatori umani e ad altri ricci. Questa infezione da tigna o dermatofitosi è causata da Trichophyton erinacei, che forma un gruppo di accoppiamento distinto all'interno del complesso delle specie Arthroderma benhamiae.

I ricci possono soffrire della sindrome del palloncino, una rara condizione in cui il gas rimane intrappolato sotto la pelle a causa di lesioni o infezioni e che fa gonfiare l'animale. Nel 2017 la BBC ha riportato un caso in cui un riccio maschio era "quasi il doppio delle sue dimensioni naturali, letteralmente gonfiato come un pallone da spiaggia con la pelle incredibilmente tesa". Il capo veterinario dello Stapeley's Wildlife Hospital, Bev Panto, ha detto: "Nella mia carriera ho visto tre o quattro di questi casi e ogni volta sono molto strani e piuttosto scioccanti... Quando li vedi per la prima volta sembrano dei ricci molto grandi, ma quando li prendi in mano ti sembrano leggerissimi perché sono costituiti soprattutto di aria". Ha aggiunto che la condizione è specifica dei ricci perché hanno uno spazio significativo sotto la pelle come risultato della loro capacità di raggomitolarsi. Un caso simile era stato segnalato nel 2013. La British Hedgehog Preservation Society informa che:
Non esiste un’unica causa per questa condizione. L'aria può essere rimossa incidendo o aspirandola attraverso la pelle sulla schiena. Dovrebbe essere somministrata una copertura antibiotica. Ciò può essere associato a un danno ai polmoni o alla parete toracica o a una piccola ferita esterna che agisce come una valvola o a un'infezione di tipo Clostridium. 

## Uso culinario e medicinale
I ricci sono una fonte di cibo in molte culture. Venivano mangiati nell'antico Egitto e alcune ricette del tardo Medioevo richiedono carne di riccio. I ricci vengono scambiati in tutta l'Eurasia e in Africa per la medicina tradizionale e la stregoneria. In Medio Oriente e soprattutto tra i beduini, la carne di riccio è considerata medicinale e si pensa che possa curare i reumatismi e l'artrite. Si dice anche che curino una varietà di malattie e disturbi, dalla tubercolosi all'impotenza. In Marocco, l'inalazione del fumo della pelle bruciata o delle setole è un presunto rimedio contro la febbre, l'impotenza maschile e le malattie urinarie; il sangue viene venduto come cura contro la tigna, la pelle screpolata e le verruche e la carne viene mangiata come rimedio contro la stregoneria. I popoli romaní mangiano ancora ricci, bolliti o arrostiti e usano anche il sangue e il grasso per il suo presunto valore medicinale.
Nel 1981, il pubblicano britannico Philip Lewis sviluppò una linea di patatine aromatizzate al riccio, il cui gusto era apparentemente basato sugli aromi usati dai popoli romaní per cuocere i ricci. Poiché le patatine non contenevano alcun vero prodotto a base di riccio, fu costretto dall'Office of Fair Trading a cambiare il nome in Hedgehog Flavor Crisps.

## Sistematica interna
La sottofamiglia comprende 16 specie, raggruppate in 5 generi:
- Sottofamiglia Erinaceinae
  - Genere Atelerix
    - Atelerix albiventris – riccio dalle quattro dita
    - Atelerix algirus – riccio algerino
    - Atelerix frontalis – riccio sudafricano
    - Atelerix sclateri – riccio somalo

  - Genere Erinaceus
    - Erinaceus amurensis – riccio dell'Amur
    - Erinaceus concolor – riccio orientale
    - Erinaceus europaeus – riccio europeo o riccio comune
    - Erinaceus roumanicus – riccio rumeno

  - Genere Hemiechinus
    - Hemiechinus auritus – riccio dalle orecchie lunghe
    - Hemiechinus collaris – riccio dalle orecchie lunghe indiano

  - Genere Mesechinus
    - Mesechinus dauuricus – riccio daurico
    - Mesechinus hughi – riccio della Cina centrale

  - Genere Paraechinus
    - Paraechinus aethiopicus – riccio del deserto
    - Paraechinus hypomelas – riccio di Brandt
    - Paraechinus micropus – riccio indiano
    - Paraechinus nudiventris - riccio dal ventre nudo

## Galleria d'immagini

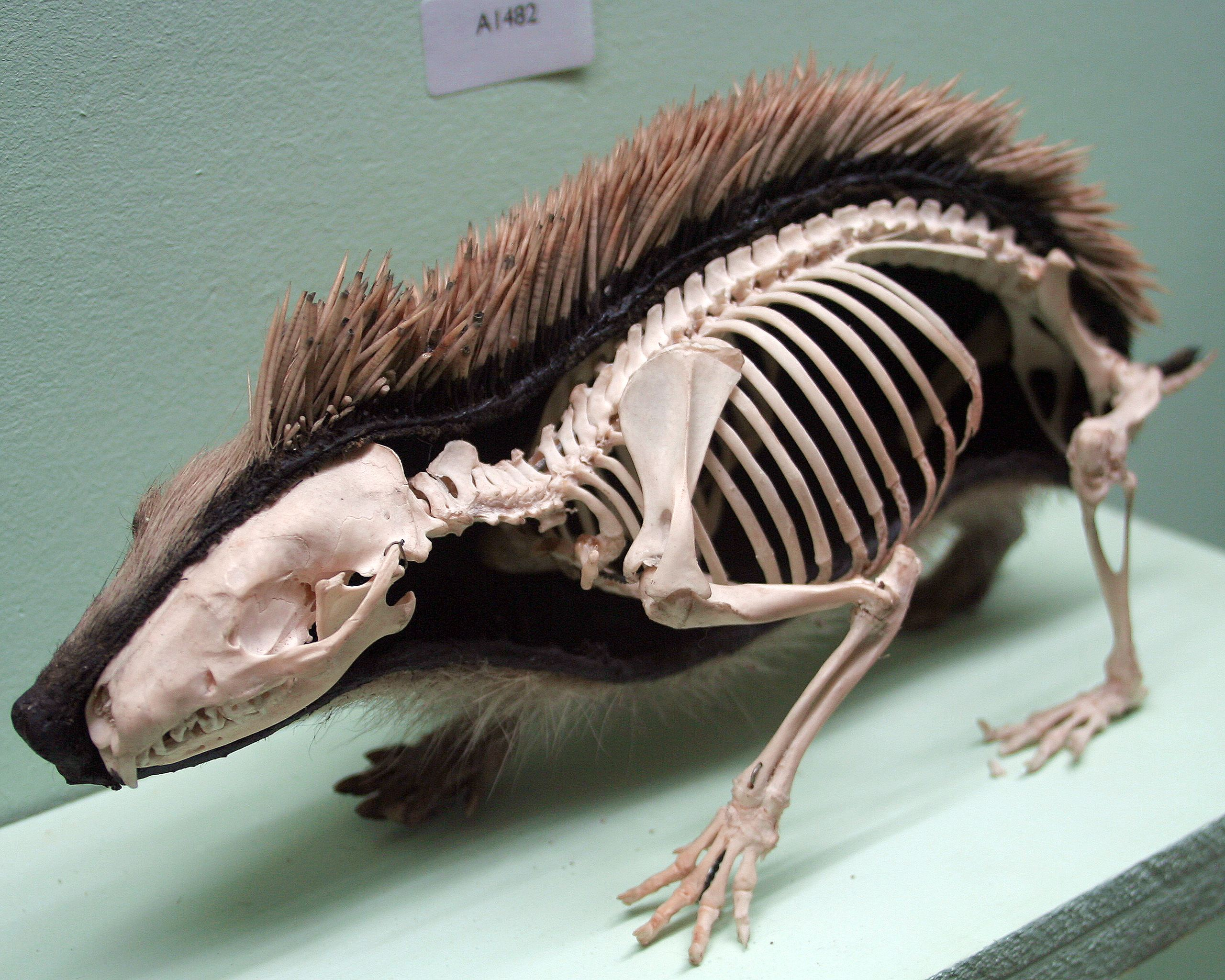
Un riccio conservato che mostra come lo scheletro si adatta alla sua pelle, al Museo Horniman a Londra.
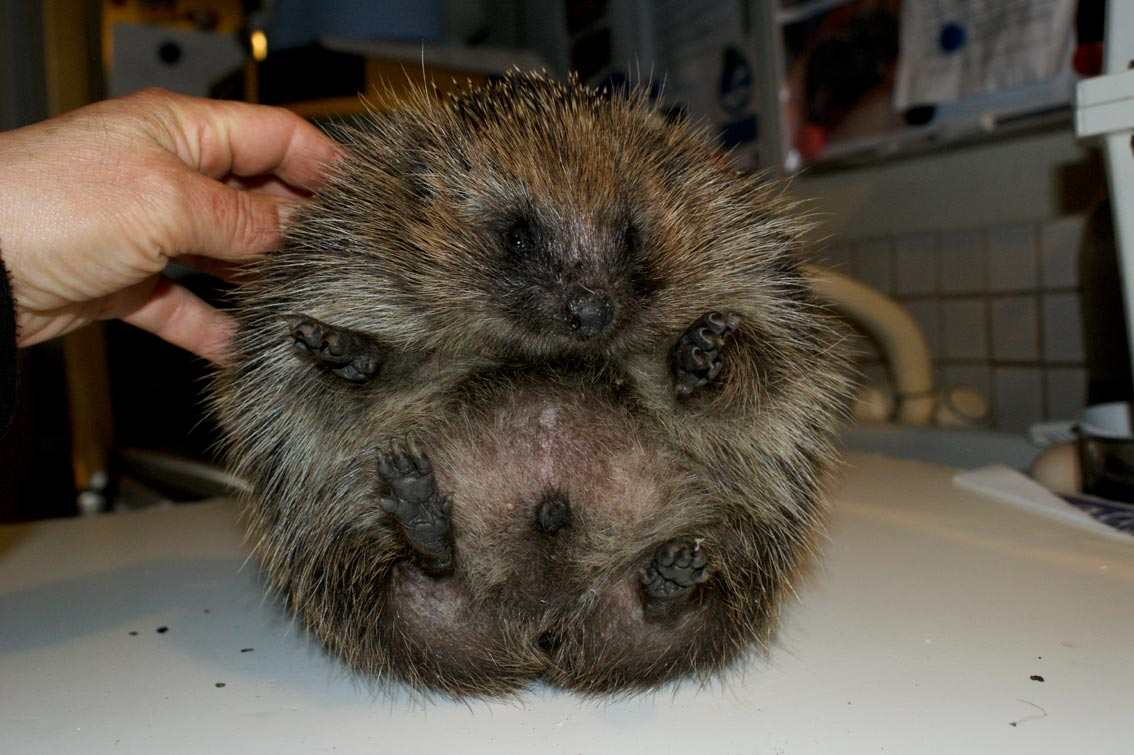
Riccio affetto dalla sindrome del palloncino prima di sgonfiarsi.
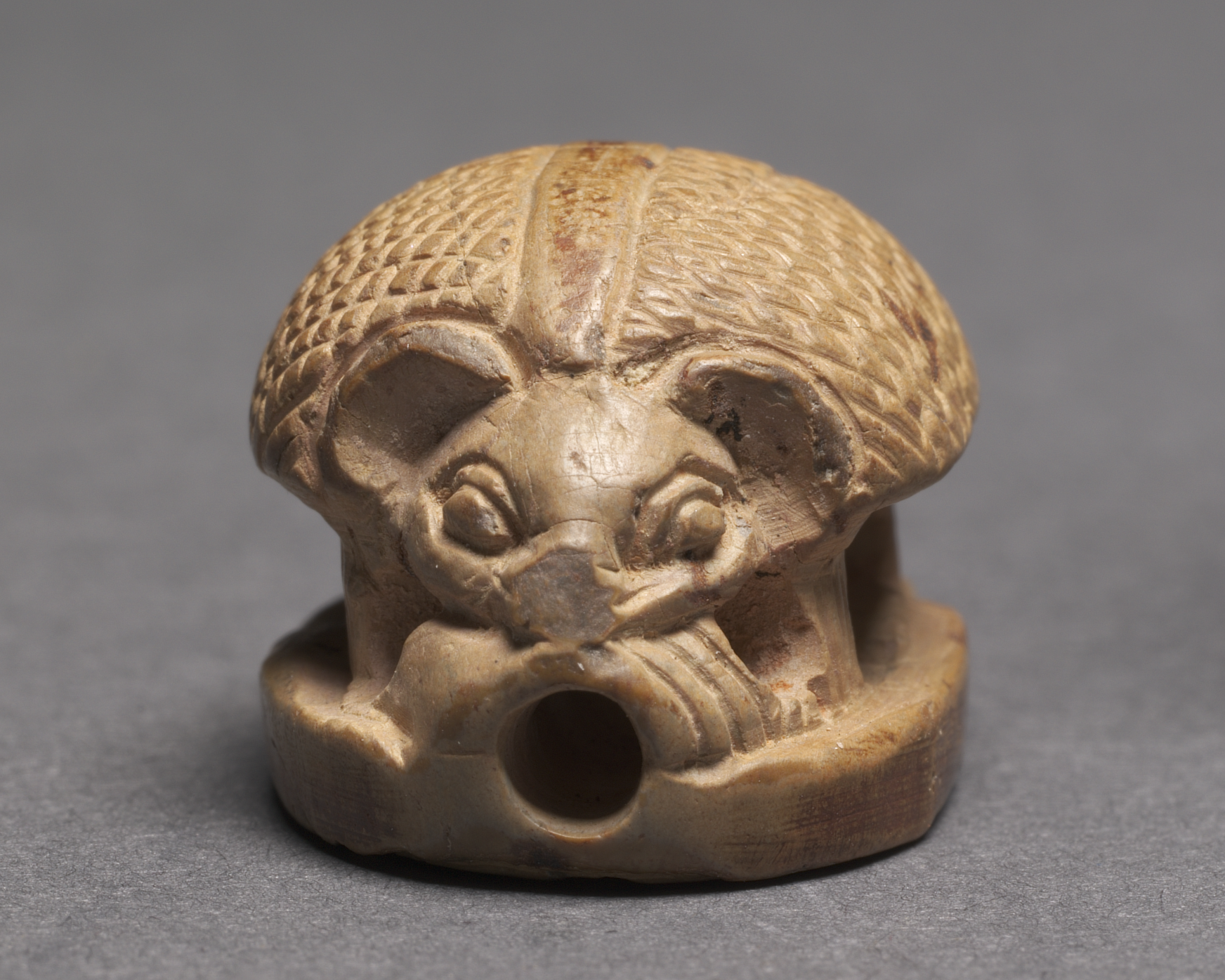
Amuleto di riccio dell'Antico Egitto, Nuovo Regno, Dinastia 18. Steatite. Museo d'arte di Cleveland. Periodo dal 1391 a.C. al 1353 a.C.
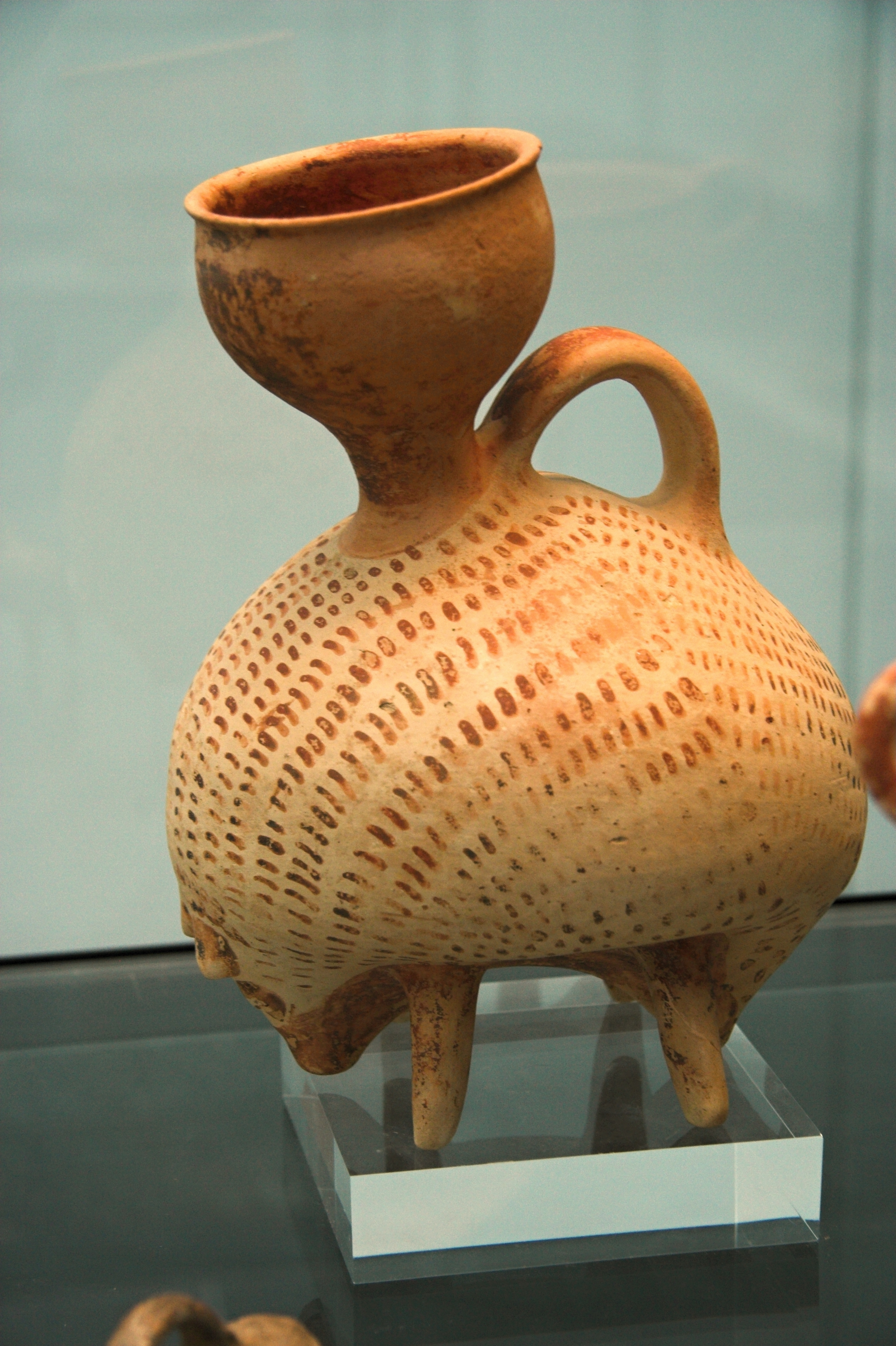
Rhyton in ceramica a forma di riccio. Miceneo. Periodo dal XIV al XIII secolo a.C.
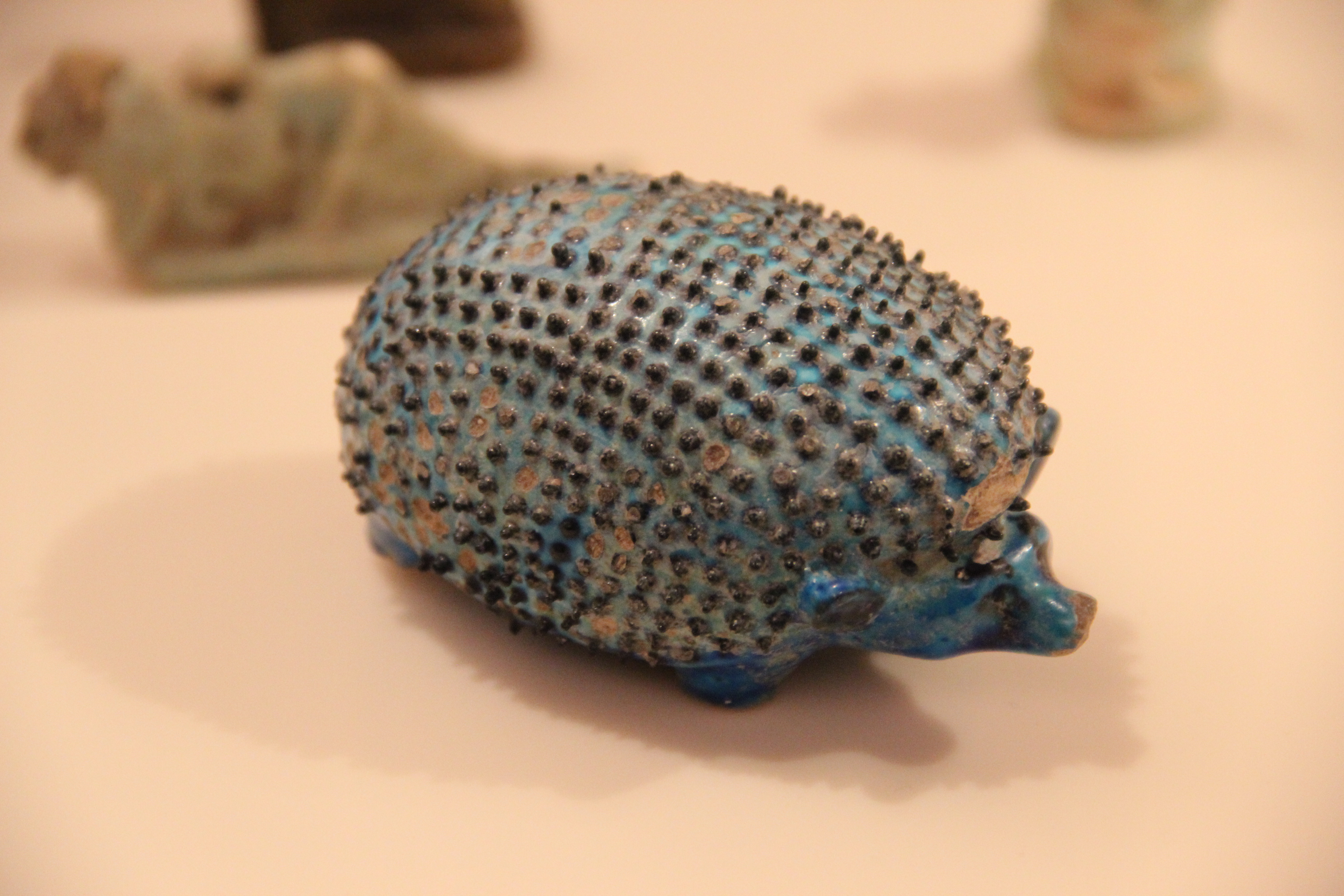
Scultura di riccio. Faience. Antico Egitto. Da Tebe. Periodo dal 1991 a.C. al 1778 a.C.